# 三不朽
三不朽，即立德、立功、立言，是中国人文思想领域的一个价值命题，对于中国人的思想和人生追求有着重要的影响。錢穆則認為，西方人把不朽視為活在上帝的心裡，而叔孫豹則認為人應該活在其他人的心裡。而活在其他人心裡的方法，就是「立德、立功、立言」，這就如其人之復活，即是其人之不朽。

## 三不朽者
服虔所认为达到三不朽的人物：
- 立德：伏羲、神农。[5]

- 立功：禹、后稷。[6]

- 立言：史佚、周任、臧文仲。[7]

杜预所认为达到三不朽的人物：
- 立德：黄帝、尧、舜。[8]

- 立功：禹、后稷。[9]

- 立言：史佚、周任、臧文仲。[10]

孔颖达除了认可服虔和杜预的观点外，另外认为达到三不朽的人物：
- 立德：禹、成汤、周文王、周武王、周公、孔子。[11]

- 立言：老子、庄子、荀子、孟子、管仲、晏婴、杨朱、墨子、孙武、吴起、屈原、宋玉、贾逵、杨雄、司马迁、班固。[12]

## 參看
- 中國哲學
- 中國歷史